# Megan Fonteno
Megan Fonteno (sinh ngày 5 tháng 3 năm 1993 tại Okinawa, Nhật Bản) là một vận động viên bơi lội chuyên nghiệp người Samoa. Cô đủ tiêu chuẩn tham gia Thế vận hội Mùa hè 2012 tại London tại nội dung 100 m tự do. Cô đứng thứ 26 thế giới.